# 루나 플래쉬라이트
루나 플래쉬라이트는 향후 유인 탐사에 필요한 정보를 모으는 넓이 80 m2의 우주범선이다. 목적은 향후 유인 탐사 계획 및 식민지 계획 실현을 위해 달의 빙하 퇴적물의 크기와 구성을 탐구하고 위치를 추적하고 전체적인 달 지도를 및 달의 물 지도를 만드는 것이다. 특이사항으로, 다른 큐브위성 13개와 같이 발사된다.

## 역사와 제작배경
LCROSS, LRO, 찬드라얀 1호 등의 탐사 결과로 2009년 달의 고위도에서 물을 발견했다. 이러한 임무 결과를 통하여 물이 존재한다는 것은 확인했지만, 물 분포도를 만들기 어렵다. NASA는 특히 상대적으로 많은 양의 물이 존재하는 것으로 추정되는 극지방의 표면 아래를 중심으로 추출 가능한 물의 지도를 만들기 위한 계획인 루나 플래쉬라이트를 미 의회에 제출해 승인을 요청했으며, 승인되었다. 미 의회가 승인한 이후 자금이 조달되었다.

## 발사
2020년 7월에 아르테미스 1호에 실려 다른 소형 위성들과 같이 발사될 예정이다.

## 지원, 개발, 투자
- NASA
- JPL
- GSFC
- MSFC
- KSC

## 같이 발사되는 인공위성들
- NEA 스카우트
- 바이오 센티넬
- 스카이 파이어
- 루나 아이스큐브
- CuSP
- 루나H-맵
- EQUULEUS
- 오모테나시
- 아르고 문
- 시스 루나 익스플로어
- CU-E3
- 팀 마일스

## 같이 보기
- 달의 물
- NEA 스카우트
- 바이오 센티넬
- 스카이파이어 (우주선)
- 오모테나시